# Zoraida albicans
Zoraida albicans är en insektsart som beskrevs av Anufriev 1968. Zoraida albicans ingår i släktet Zoraida och familjen Derbidae. Inga underarter finns listade i Catalogue of Life.